# Hypecoum dimidiatum
Hypecoum dimidiatum är en vallmoväxtart som beskrevs av Del.. Hypecoum dimidiatum ingår i släktet fjärilsrökar, och familjen vallmoväxter. Inga underarter finns listade i Catalogue of Life.